# Quầng thâm mắt
Quầng thâm ở mắt là những vệt tối quanh mắt. Có nhiều nguyên nhân gây ra triệu chứng này, bao gồm di truyền và bầm tím.

## Nguyên nhân

### Dị ứng, hen suyễn và bệnh chàm
Bất kỳ tình trạng nào khiến mắt bị ngứa đều có thể góp phần làm cho quầng thâm do cọ xát hoặc làm trầy xước vùng da xung quanh. Những người bị viêm mũi dị ứng thường sẽ có những "vết nhòe" dưới mắt trong suốt cao điểm mùa dị ứng.

### Thuốc
Bất kỳ loại thuốc nào làm cho các mạch máu giãn ra có thể làm cho các vùng da vòng tròn dưới mắt bị thâm. Bởi vì vùng da dưới mắt rất mỏng manh, bất kỳ lưu lượng máu tăng lên đều thể hiện qua da.

### Thiếu máu
Việc thiếu chất dinh dưỡng trong chế độ ăn uống, hoặc thiếu một chế độ ăn uống cân bằng, có thể góp phần vào sự đổi màu của khu vực dưới mắt. Người ta tin rằng thiếu sắt cũng có thể gây ra quầng thâm. Thiếu sắt là loại thiếu máu phổ biến nhất và tình trạng này là dấu hiệu cho thấy không có đủ oxy đến các mô cơ thể.
Da cũng có thể trở nên nhợt nhạt hơn khi mang thai và kinh nguyệt (do thiếu chất sắt), khiến các tĩnh mạch bên dưới mắt trở nên rõ hơn.

### Mệt mỏi
Thiếu ngủ và mệt mỏi về tinh thần có thể gây ra sự tái nhợt của da, cho phép máu bên dưới da trở nên rõ hơn và làm da có màu xanh hoặc tối hơn.

### Tuổi tác
Quầng thâm có khả năng trở nên đáng chú ý và lâu dài hơn theo tuổi tác. Điều này là do khi mọi người già đi, làn da của họ mất collagen, trở nên mỏng hơn và mờ hơn. Vòng tròn cũng có thể dần dần bắt đầu xuất hiện tối hơn ở một mắt so với mắt kia do một số biểu hiện trên khuôn mặt theo thói quen, chẳng hạn như một nụ cười không cân bằng. 

### Phơi nắng
Nắng khiến cơ thể bạn sản xuất nhiều melanin, sắc tố làm sẫm màu da.

### Tăng sắc tố ngoại biên
Tăng sắc tố ngoại biên là tên chính thức của trạng thái khi có nhiều melanin được sản xuất xung quanh mắt hơn bình thường, khiến quầng mắt có màu tối hơn.